# Moon Light Rehearsal
『ムーンライトリハーサル』は、ザ・プレイヤーズ・ハウスの公演として1994年に上演された演劇。また、2010年にハードレインオープンカフェによって上演された再演をも指す。過去、多数再演。
作／簑田詢平、演出／佐々木海音。出演は簑田詢平、明本道子、稲葉稔雄　他。
この作品によって、簑田詢平は第37回シアターグリーンフェスティバル・グリーン賞を受賞。

## 上演記録

### 初演
1994年3月18日〜3月21日 池袋シアターグリーン

### 再演
1995年6月1日〜6月4日 銀座小劇場
1997年9月11日〜9月15日 シアターVアカサカ
1999年5月11日〜5月16日 新宿シアターモリエール
2007年2月16日〜2月18日 ブディストホール
2010年10月29日〜10月31日 アイピット目白

## 内容

### ストーリー
舞台は1960年代のニューヨーク、オフブロードウェイ。
アメリカ演劇界に活躍した狂気の演出家ビリー・ナスターゼ。
彼は精神分裂の発作に悩まされながらも、精力的に作品を発表し続けた。
彼の顔には大きな傷があり、弟子たちはそれを小説「白鯨」の主人公になぞらえ、
彼をキャプテン・エイハブと呼んだ。
しかし、それは彼の異常とも思える演劇に対する情熱に贈られた称号でもあった。
彼の晩年の作品「月の光」の演出風景を通して描かれる、スリリングで感動的な物語。

### 登場人物
- ビリー・ナスターゼ（キャプテン・エイハブ）／劇作家にして演出家。この物語の主人公。精神分裂の発作に悩まされながらも、演劇に情熱を捧げた男。

- アーサー（劇中劇：マルス）／俳優。ビリーの弟子。ビリー入院中、リーダーを任される青年。劇中劇「月の光」では、戦争に傷つくピアニスト、マルス役を演じる。

- 若子（劇中劇：マリア）／俳優。ビリーの弟子。何事にもめげない天真爛漫な女の子。劇中劇「月の光」では、マルスの妻、マリア役を演じる。

- キャリー（劇中劇：ジェシー）／俳優。ビリーの弟子。ビリーを最もよく知る女性。劇中劇「月の光」では、戦争の中強く生きる盲目の女性、ジェシー役を演じる。

- ロブ（劇中劇：エスナ）／フリーの俳優。劇中劇「月の光」では、マルスの戦友、エスナ役を演じる。

- ジェーン・パウエル（プロデューサー）／「月の光」のプロデューサー。演劇を通し、世の中に一石を投じたいという強い信念を持った女性。

- ジェームズ斉藤（雑誌記者）／「月の光」の取材に来た雑誌記者。

- ライト（照明技師）／いつも心に不満を抱えている、プロの照明技師。

- マイラ（看護士）／ビリーが入院していた時の担当看護士。ビリーを心配し、劇場を訪れる。

- フランキー（照明助手）／がんばりやの照明助手。

- マイク（音響技師）／「月の光」の音響技師。